# Tritagonista
Na literatura, o personagem principal tritagonista ou terciário (do grego antigo: τριταγωνιστής, tritagōnistḗs, terceiro ator) é o terceiro personagem mais importante de uma narrativa, depois do protagonista e deuteragonista. No antigo drama grego, o tritagonista era o terceiro membro da trupe de atores.
Como personagem, um tritagonista pode atuar como instigador ou causador dos sofrimentos do protagonista. Apesar de ser o personagem menos simpático do drama, ele ou ela ocasiona as situações pelas quais piedade e simpatia pelo protagonista são animadas.

## História
A parte do tritagonista emergiu de formas anteriores de drama de dois atores. Onde dois atores apenas permitiam um personagem principal e seu adversário, mover o papel do adversário para um terceiro ator (o tritagonista) permitia que o segundo ator (o deuteragonista) desempenhasse papéis como confidente ou ajudante do personagem principal e, assim, extrair maior profundidade de caráter do personagem principal fazendo com que o protagonista explique seus sentimentos e motivações a um ouvinte no palco. Como as recitações teatrais da Grécia Antiga eram parcialmente melódicas, o papel do tritagonista normalmente ia para um intérprete com uma voz na faixa de baixo (em comparação com o protagonista como tenor e o deuteragonista como barítono).
Os notáveis atores do grego antigo que trabalharam nesse papel incluem o orador Équines, que foi detido por Demóstenes por ter sido destituído de um tritagonista, e Myniscus, que era tritagonista sob o dramaturgo Ésquilo.
Em algumas formas de teatro grego, era tradicional que o tritagonista entrasse no palco pela esquerda.